# عود (جنس)
العود (الاسم العلمي:Aquilaria) هو جنس من النباتات يتبع الفصيلة المثنانية من رتبة الخبازيات. موطنه الأصلي في جنوب شرق آسيا ويكثر بشكل خاص في الغابات المطيرة في كل من إندونيسيا وتايلاند وكمبوديا ولاوس وفيتنام وماليزيا وشمال الهند والفلبين وبورنيو وغينيا الجديدة. تنمو الأشجار حتى طول 6 إلى 20 مترا، وأوراقها مختلفة الأحجام ما بين 5 إلى 11 سم طولا و 2 إلى 4 سم عرضا، مع قمة قصير مدببة الطرف وحواف كاملة. يميل لون الزهور إلى الأصفر والأخضر، وإزهرار خيمي؛ وثمرتها عبارة عن كبسولة خشبية طولها ما بين 2.5 - 3 سم.

## شجرة العود
شجرة دائمة الخضرة، معمرة يصل ارتفاعها إلى عشرين متراً، ما عدا نوع " Aquilaria Khasiana " وهي شجيرة لا يتجاوز ارتفاعها ثمانية أمتار. ساق العود أسطواني أملس، والقلف عبارة عن قشرة رقيقة سمكها في الغالب 4 ملم لون خشب النبات أبيض خفيف، ورقيق دون رائحة. وعند تشريح الساق، تتواجد أنسجة اللحاء جنب إلى جنب مع أنسجة الخشب. تنمو الأشجار في المناطق الاستوائية وشبه الاستوائية من قارة آسيا وخصوصاً في الأرض الجبلية غير العالية والسفوح ذات التربة الرملية بدءاً بمنطقة آسام الهندية، التي تتواجد فيها ثلاثة أنواع هي:
- "Aquilaria agallocha"وهو النوع الأكثر انتشاراً في آسام
- " Aquilaria malaccensis" ويتركز انتشارها في المناطق الحدودية مع بورما وتتواجد في بورما
- شجيرات تتواجد في منطقة جبال خسيان الهندية ولذا فاسمها " Aquilaria Khasiana" أما في بورما فـتنمو" Aquilaria malaccensis" وفي كمبوديا وجنوب فيتنام الـ"Aquilaria crassna" وفي أندونيسيا وماليزيا:"Aquilaria bancana و Aquilaria becariana" حتى الصين حيث تنتشر الـ"Aquilaria senensis

### كيفية الحصول على خشب العود
2179 imgcache.jpg
في العادة نحصل على أجود أنواع خشب العود، من الأشجار المعمرة والتي يتراوح عمرها ما بين ((150 - 70 سنة)، على أن تكون الإصابة قد تطورت فيها منذ أكثر من 60 عاماً. بداية استخراج هذا المكون النادر، يتم بعملية الحصاد والتقطيع عبر قطع أشجارالعود في موسم الشتاء وموسم الجفاف. وينتزعها  بعد ذلك خبراء متمرسون من جذورها وتقطع الشجرة وتقطع الأجزاء المصابة، وتتوالى التفاصيل التقليدية:
1. فصل الأجزاء المصابة عن غير المصابة
2. تنظيف الأجزاء المصابة، عبر استخدام أيدي عاملة محترفة وباستخدام الكثير من معدات النحت.
3. تخليص العود من الأجزاء الغير مصابة، ومن بعض الأجزاء الغير خشبية العالقة بالعود ويتم ذلك بتأني وصبر.

بعد التنظيف تبدأ عملية التلميع، وذلك باستخدام ما يشبه المبرد المثلم غير الحاد وكذلك بالأقمشة للحصول على قطع عود نظيفة ولامعة. وتحفظ النفايات لتستخدم في صنع دهن العود.

### عملية الفرز
يقوم خبراء العود بفرز الخشب حسب معياري الوزن واللون. فينتج عن عملية الفرز، تقسيم يأخذ الترتيب الآتي:
- خشب الدبل السوبر Double Super: وهي القطع السوداء والثقيلة الوزن، وهي عادة أفضل أنواع خشب العود وأغلاها ثمناً. أجودها الأسود الصلب الذي يشبه الصخر، ويتميز بكونه لا يطفو على الماء، ولا يتقطر الدهن منه
- خشب السوبر Super: ويكون أقل سواد وأقل وزناً. متوسط وهو ذو لون بنّي أكثر منه أسود
- الخشب العادي: وهو قطع الخشب البني المائل للصفرة، وأدناهم سعراً.
- دهن العود: وهو زيت ذو رائحة طيبة، يتم الحصول عليه من شجر العود المصاب وذلك بعد عملية التقطير.

### كيفية الحصول على دهن العود
يتم الحصول على الدهن من أشجار العود المصابة والتي يتراوح عمرها بين 30 إلى 150 سنة. وبما أن تقطير خشب العود الممتاز مكلف جداً وسيكون سعر الدهن خيالي، فلهذا تستخدم في الغالب أخشاب العود الأقل جودة، والناتجة من تنظيف خشب العود مع أشجار العود الصغيرة (30 سنة) والمصابة.
تتم العملية حسب المراحل الآتية
1. يتم تقطيع الخشب إلى قطع صغيرة جداً، وإذا كان خشب العود شبه جيد إلى قطع صغيرة ويُدق بمطرقة كبيرة، ليتحول إلى فتات مدقوق (هذا في الهند). وهناك طريقة أخرى تستخدم في تايلاند وهي طحن خشب العود بمطحنة كهربائية، وتحويله إلى مسحوق.
2. يتم نقع القطع الصغيرة أو المسحوق هذه في الماء، لفترة تتراوح من 5 إلى 30 يوماً وخلال هذه الفترة تحدث عملية التخمر، التي تساعد على تحويل جزءٍ كبير من الشمع الموجود في خشب العود إلى دهن العود
3. يوضع العود المنقوع في مراجل (قدور) تقطير تختلف سعتها من (300,100,70,60,15) كيلو جرام. وتمرر أنبوبة التقطير فيها عبر صهريج مياه للتكثيف. وهناك النوع الحديث المرتبط بمكثف صغير تدور فيه المياه.
4. تسعر عليها النار، ويشترط بأن تكون نار حطب الأشجار، التي تمتاز بقوة نارها وبطء احتراقها. ويظل العود على اللهب المعتدل لفترة ما بين 7 إلى 60 يوماً، حسب نوع العود. كلما كان الخشب جيداً وناتج التقطير كبيراً، يستمر التقطير، والعكس صحيح.
5. يُجمع الدهن المتجمع على سطح الماء في وعاء الجمع عند طرف أنبوبة التكثيف بعدها يجمع الدهن باليد، وذلك بوضع الكف في وعاء الجمع، فيعلق الدهن بها، ثم يتم حكها بالجفنة (وعاء بيضاوي مفتوح) ليسيل إلى داخلها الدهن. الدهن المجمع يوضع في إناء مفتوح الغطاء لفترة أدناها شهر مع تعريضه للشمس ليتبخر ما به من ماء.

## أنواع جنس العود
- عود هندي (Aquilaria malaccensis)
- عود خسياني (Aquilaria khasiana)
- عود صيني (Aquilaria sinensis)
- عود بيكاري (Aquilaria beccariana)
- عود خيطي (Aquilaria filaria)
- عود سفائي (Aquilaria apiculata)
- عود شعري (Aquilaria hirta)
- عود صغير الأوراق (Aquilaria parvifolia)
- عود صغير الثمار (Aquilaria microcarpa)
- عود قصير الأزهار (Aquilaria brachyantha)
- عود ليموني الثمار (Aquilaria citrinicarpa)
- عود مجعد (Aquilaria rugosa)
- عود منقاري (Aquilaria rostrata)
- عود يوناني (Aquilaria yunnanensis)
- عود صغير النقط (Aquilaria baillonii)